# 后弯圆腹蛛
后弯圆腹蛛（学名：Dipoena redunca）为球蛛科圆腹蛛属的动物。在中国大陆，分布于海南等地。该物种的模式产地在海南琼海。